# Église de Santa Bárbara de Nexe

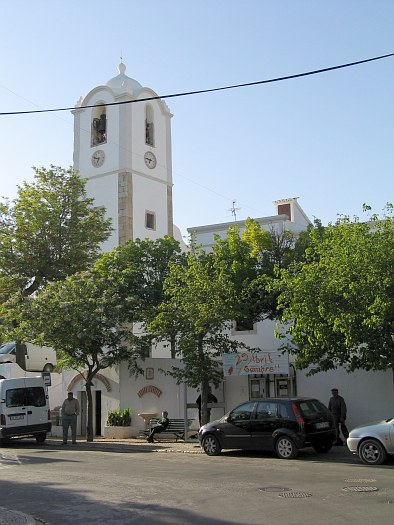
L'église de Santa Bárbara de Nexe.

L'église de Santa Bárbara de Nexe est une église située à Santa Bárbara de Nexe dans la municipalité de Faro de la région de l'Algarve, au Portugal.